# Historis acheronta
Historis acheronta is een vlinder uit de familie Nymphalidae. De wetenschappelijke naam van de soort is, als Papilio acheronta, voor het eerst geldig gepubliceerd in 1775 door Johann Christian Fabricius.